# 白川村 (京都府)
白川村（しらかわむら）は、かつて京都府愛宕郡に存在した村である。1889年（明治22年）の町村制発足により設置され、1918年（大正7年）4月1日、京都市上京区に編入合併して消滅した。現在は京都市左京区の一部である。
なお旧村域の（近代以前および合併後を含む）通史・現状については北白川および白河 (洛外) を参照のこと。

## 概要
東山山中から発する白川が京都盆地東北角に入り形成する広大な扇状地（北白川扇状地）を中心とする。北は愛宕郡修学院村（現在の左京区一乗寺地区）、東は滋賀県、南は京都市上京区吉田町・浄土寺町（現在の左京区吉田地区・浄土寺地区）、西は愛宕郡田中村（現在の左京区田中地区）に囲まれており、村の境域は現在の京都市左京区南部の北白川地区（北白川を町名に冠する地域）にほぼ一致する。

## 沿革
- 1868年（明治元年）：山城国愛宕郡下の白川村が（旧）京都府に編入。
- 1878年：郡区町村編制法により愛宕郡白川村が発足。
- 1889年：町村制施行による白川村の発足。
- 1918年（大正7年）4月1日：京都市上京区に編入。

編入に際して旧村域には北白川仕伏町・同上池田町・同下池田町・同上終（かみはて）町・同別当町・同小倉町・同久保田町・同西町・同追分町・同平井町・同伊織町・同琵琶町が新設され、残余の村域は大字北白川にまとめられた。
なお1929年の上京区からの分区により左京区が新設されると旧村域はすべて左京区に編入された。

## 大字・字
近世以来の山城国愛宕郡白川村がそのまま町村制施行による白川村に移行したため大字は編制されなかった。小字名としては仕伏（上京区編入により北白川仕伏町に改称 / 以下新町名の冠称「北白川」を省略）・上池田・山ノ元（以上、上池田町に統合）・下池田・西ノ口（以上、下池田町に統合）・山田・峠・鐘杵（以上、上終町に統合）・上竹・榎本・加別当・堂前（以上、別当町に統合）・北畑・菜畑・小倉（以上、小倉町に統合）・久保田（久保田町に改称）・小抜井・大抜井・西街道（以上、西町に統合）・追分・正法寺（以上、追分町に統合）・上平井・下平井・土田・小瀬ヶ内（以上、平井町に統合）・伊織・廻リ溝（以上、伊織町へ）・琵琶街道（琵琶町へ）・山ノ元・重石・小亀谷・向イ谷・向ヶ谷・丸山・瓜生山・清沢口・地蔵谷・南ヶ原・中山・蓬ヶ谷・岩坂・外山（以上、大字北白川にまとめられ小字としてしばらく存続）がある。

## 主要産業
白川の水を利用する水車の動力により山中越えの街道沿いで精米・製粉が行われていたが、産業革命以後にはこれを利用した銅線・金粉工場が増加していった。またこの村への琵琶湖疏水分線の開通（1890年）で農業用水・染色用工業用水の利用が容易になり、近郊農村として発展していった。また江戸時代以来の花卉栽培も盛んで京都市内に花売りに出る「白川女」もよく知られていた。

## 各種施設・企業（1918年4月時点）
公共機関
- 白川村役場（字仕伏（現・北白川仕伏町）） - 1889年設置。
- 巡査駐在所（字下池田（現・北白川下池田町）） - 1889年設置。

教育機関
- 北白川小学校（現・北白川上別当町）

1874年、現・北白川仕伏町内の乗願院南側の毘沙門堂を借りて開校し、その後校地の変転を経て1894年現在地に移転した。この時点では村内唯一の公立小学校。
- 京都帝国大学理科大学（現・北白川追分町）

1917年設置。現在の京都大学理学部。校地の買収は京都市より80万円の寄付を受けて進められたが、買収が完了し現在の北部キャンパスが形成されたのは京都市編入後の1921年である。
寺社
- 北白川天神宮（現・北白川仕伏町） - 北白川の産土神。

その他
- 琵琶湖疏水分線

北白川扇状地の南から北を松ヶ崎に向かうルートで1890年開通、従来の白川もこれに合流する形に付け替えられた。

## 交通
1918年4月時点。
道路
- 山中越（志賀越道・志賀越街道）